# Клавено, Мариана
Мариана Клавено (англ. Mariana Klaveno; род. 25 октября 1979) — американская телевизионная актриса.

## Карьера
Клавено наиболее известна по своей роли Лорены Красики в телесериале «Настоящая кровь», где она снималась с 2008 по 2012 год. Вместе с актёрским составом она номинировалась на премию «Спутник» в 2009 году, и Гильдии киноактёров США в 2010 году. Ранее она сыграла роль злодейки, похищающей детей Гейл О’Грэйди в фильме канала Lifetime 2007 года «Контракт с незнакомкой», а также была гостем в сериалах «Скорая помощь» и «Гавайи 5.0».
В 2012 году, Клавено была утверждена на роль в ситкоме Mockingbird Lane, однако позже она была заменена Поршей Де Росси из-за контракта Клавено с другим пилотом сериала «Коварные горничные». изначально планировался к выходу на ABC, однако тот не дал проекту зелёный свет, и после сериал переехал на Lifetime, а его премьера состоялась летом 2013 года. Она покинула шоу после одного сезона, хотя появлялась во втором сезоне на нерегулярной основе. В 2014 году, Клавено получила одну из главных ролей в сериале CBS «Сталкер».

## Личная жизнь
В октябре 2010 года Клавено обручилась с актёром Луисом Патино.

## Фильмография

### Телевидение
| Год               | Название на русском                              | Название на английском           | Роль                    | Примечания |
| ----------------- | ------------------------------------------------ | -------------------------------- | ----------------------- | --- |
| 2004              | Хорошие девочки не …                             | Good Girls Don’t…                | Мерседес                | 1 эпизод |
| 2005              | Шпионка                                          | Alias                            | Молодая женщина         | 1 эпизод |
| 2006              | Законы случая                                    | Laws of Chance                   | Эллисон                 | 1 эпизод |
| 2006              | По справедливости                                | In Justice                       | Каролин Хантер          | 1 эпизод |
| 2006              | Хотя со мною никто не идёт                       | Though None Go with Me           | Кэрри                   | Телефильм |
| 2006              | Переговорщики                                    | Standoff                         | Кэри Николс             | 1 эпизод |
| 2007              | Контракт с незнакомкой                           | While the Children Sleep         | Эбби Рид                | Телефильм |
| 2007              | Последний заход                                  | Final Approach                   | Агент ФБР Харрис        | Телефильм |
| 2007              | Полиция Нового Орлеана                           | K-Ville                          | Келли Верт              | 1 эпизод |
| 2008              | Скорая помощь                                    | ER                               | Ребекка                 | 1 эпизод |
| 2011              | Гавайи 5.0                                       | Hawaii Five-0                    | Джули Эйдельман         | 1 эпизод |
| 2011              | Мыслить как преступник: Поведение подозреваемого | Criminal Minds: Suspect Behavior | Вероника Дэй            | 1 эпизод |
| 2011              | Декстер                                          | Dexter                           | Карисса Портер          | 2 эпизода |
| 2011              | Невиновный                                       | Innocent                         | Анна Уостик             | Телефильм |
| 2008—2012         | Настоящая кровь                                  | True Blood                       | Лорена Красики          | Регулярная роль, 13 эпизодов Премия «Спутник» за лучший актёрский состав на телевидении (2009) Номинация — Премия Гильдии актёров США за лучший актёрский состав в драматическом сериале (2010) |
| 2013—2014, 2015 — | Коварные горничные                               | Devious Maids                    | Пери Уэстмор            | Регулярная роль |
| 2014 —2015        | Сталкер                                          | Stalker                          | Детектив Дженис Лоуренс | Регулярная роль |

### Фильмы
| Год  | Название на русском                         | Название на английском                 | Роль          | Примечания             |
| ---- | ------------------------------------------- | -------------------------------------- | ------------- | ---------------------- |
| 2004 | Игра Box 1.0                                | Game Box 1.0                           | Мишель        | Direct-to-video        |
| 2006 | Стиль жизни                                 | The Lifestyle                          | Трикси        | Короткометражный фильм |
| 2007 | Первый период                               | First Period                           | Мисс Хендрикс | Короткометражный фильм |
| 2008 | Ситуации на тротуаре (Роуз встречает Флору) | SideWalk Situations (Rose Meets Flora) | Роуз          | Короткометражный фильм |
| 2011 | Перевозчик                                  | The Carrier                            | Аманда        | Короткометражный фильм |
| 2012 |                                             | No God, No Master                      | Луис Бергер   |                        |